# HTS Team
A HTS Team Magyarország profi motokrosszcsapata, melynek székhelye a Sopronhoz közeli Peresztegen található.
2011-ben alapította meg Horváth Lajos a csapatot két fővel: Ragats Rolanddal és Kerese Gáborral. Először Nyugat-Kupa fordulókon vettek részt, majd a régiós sikereket követően bekapcsolódtak a magyar élsport bajnoki sorozatba is.

## Pályafutás

### 2012
2012-ben bővült a csapat Szvoboda Bencével, Szőke Márkkal, Varga Imre "Mimo"-val és Déczi Balázzsal. Ez az év kisebb-nagyobb műszaki problémákkal kezdődött, de év végére egy sikeres évet zárhattak a versenyzők. A magyar bajnokságban MX1-es (Szőke Márk) és MX2-es (Szvoboda Bence) kategóriában megnyerték, a Nyugat-Kupán MX1-es (Kerese Gábor) és 85 köbcentis (Varga Imre) kategóriában lettek elsők, majd az év egyik legnagyobb versenyén, a szezont lezáró csapatversenyen nagy küzdelem után, mindössze egy ponttal elhódították a csapatbajnoki vándorserleget Szőke Márk, Szvoboda Bence, Déczi Balázs és Varga Imre révén. A FIM Motocross of Nations-re (csapat-világbajnokság) nevezett magyar válogatottból is kivették a részüket. A kéztörés miatt nélkülözni szükséges Szvoboda Bence helyett Szőke Márk kapott bizonyítási lehetőséget Németh Kornél és Hugyecz Erik mellett a belgiumi Lommelban. 33 ország között a 28. helyen végzett a magyar válogatott.

### 2013
2012 októberében egy fővel bővült a csapat, a valaha volt legeredményesebb magyar krosszossal, ifj. Németh Kornéllal. 2013-ban nem csak hazai, hanem külföldi versenyeken is részt vettek a HTS Team versenyzői. A technikai háttérben történt a legnagyobb változás: Kawasakiról KTM motorokra váltottak. A németországi ADAC MX Mastersen, a FIM Superenduro Világbajnokságon és a német Cross Country sorozaton jeleskedett a csapat. Újra egy nagyon sikeres évet tudhattak maguk mögött Magyarországon: az MX1-es (ifj. Németh Kornél), MX2-es (Szvoboda Bence) kategóriában bajnokok lettek, valamint a Nyugat-Kupán is MX1-es (Kerese Gábor) és MX2-es (Ragats Roland) kategóriában szintén elvitték az első helyet. A 2013-as csapatversenyen megvédték bajnoki címüket a Németh Kornél, Szőke Márk, Déczi Balázs összeállítású trióval. A FIM Motocross of Nations-re (csapat-világbajnokság) immár két versenyzőjüket is nominálták: Németh Kornél, Szvoboda Bence mellett Firtosvári Gáborral lett teljes a nemzeti csapat. A magyar motokrossz-válogatott egy karnyújtásnyira került a történelemírástól, de egy technikai hiba megfosztotta őket az A-finálétól. 40 ország között a 28. helyen végzett a válogatott. Németh Kornél a német hosszútávú bajnokságban(German Cross Country) is bizonyított: immáron HTS-es színekben lett bajnok.

### 2014
A 2014-es szezonra Ragats Roland és Szőke Márk távozott a csapattól. Két ígéretes ifjú 85 köbcentis versenyző, Horváth Kristóf és Kiss Márk kapott lehetőséget a csapatvezetéstől. Németh Kornél, Szvoboda Bence, Déczi Balázs, Varga Imre 'Mimó' és Kerese Gábor továbbra is a csapat kötelékében maradt. A német ADAC MX Masters és a magyar motokrosszbajnokság mellett az EMX250, az EMX300 Európa-bajnoki, valamint az MXGP világbajnoki kategóriákban is megmérettette magát a csapat. Magyarországon Németh Kornél megvédte MX1-es bajnoki címét, de Szvoboda Bence kategóriaváltásával, illetve Déczi Balázs térdsérülésével az MX2-es bajnoki koronát az ellenfelek elhódították a csapattól. Az újonc, Kiss Márk két titulussal bizonyította, hogy helye van a csapatban: a 85 köbcentisek magyar bajnokságát megnyerte, illetve a Nyugat-Kupa 85 köbcentis elsőségét is begyűjtötte. Varga Mimó pedig a Junior MX2-es kategóriában lett nemzeti bajnok. A magyar csapatbajnoki vándorserleget immáron zsinórban harmadik éve magukhoz láncolták a HTS-es fiúk: Németh Kornél, Szvoboda Bence és Déczi Balázs Kőszárhegyen nagy versenyben győzte le a nemzetközi versenyzőkkel felálló nagy riválist. Az MXGP Olasz Nagydíján Maggiorában Németh Kornél megszerezte a csapat első világbajnoki pontjait, Szvoboda Bence pedig dobogóra állhatott (harmadik lett) az EMX300-as kategóriában. Az év végén újra részt vettek a FIM Motocross of Nations-ön (csapat-világbajnokság), immáron három versenyzővel: Németh Kornél, Déczi Balázs és Hugyecz Erik is HTS-es színekben lehettek magyar válogatottak. A nemzetek motokrossz-világranglistáján két helyet sikerült javítani a magyar csapatnak, a 26. helyen fejezték be a Lettországban (Kegums) megrendezett viadalt. Németh Kornél a német hosszútávú bajnokságot (German Cross Country) újra megnyerte.

### 2015
2015-re a csapat körüli legnagyobb változás az volt, hogy Németh Kornél immáron az endurózásra koncentrált jobban, teljes motokrosszos szezont nem vállalt. Az új érkező Hugyecz Erik volt, aki a 2014-es MX of Nations-ön meggyőzte a csapatvezetést, hogy a HTS Teamben van a helye. Szvoboda Bence, Déczi Balázs, Kerese Gábor, valamint a junior szekció (Varga Mimó, Kiss Márk, Horváth Kristóf) változatlanul a csapat kötelékében szerepelt. Nemzetközi szinten kevés babér termett a csapatnak, ebben az évben sok sérüléssel bajlódtak a versenyzők. Az ADAC MX Mastersen nem tudták megismételni a korábbi évek sikereit, a FIM MX of Nations-re pedig nem utazott el a magyar válogatott. Magyarországon viszont újra bizonyítottak: Szvoboda Bence lett az MX1-es kategória magyar bajnoka, Hugyecz Erik az MX2-esek között ért fel a csúcsra. A csapatbajnoki trófeát negyedszerre is begyűjtötte a HTS Team a Németh Kornél, Hugyecz Erik, Szvoboda Bence összeállítású trióval. A második helyen is HTS-es egység végzett a csapatversenyen: Déczi Balázs, Kiss Márk és Varga Mimó alkotta a kettes számú alakulat lett az ezüstérmes. Horváth Kristóf egy balszerencsés csuklótörés miatt bukta el a biztosnak látszó 85 köbcentis bajnoki címet, Varga Mimó pedig a Junior MX2-esek között maradt alul ellenfelével szemben. Az egyetlen nemzetközi siker ebben az évben Németh Kornél GCC bajnoki címe volt.

### 2016
2016-ra három versenyző távozott a HTS Teamtől: Németh Kornél, Déczi Balázs és Horváth Kristóf. Szvoboda Bence, Hugyecz Erik, Varga Mimó, Kiss Márk és Kerese Gábor képviselte az állandóságot, az egyetlen érkező pedig a 14 esztendős Kovács Ádám Zsolt lett, akit a magyar motokrosszozás egyik legígéretesebb ifjú tehetségeként tartanak számon. Az év rögtön egy nagy veszteséggel indult a csapat számára, Hugyecz Erik térdszalag-szakadást szenvedett, emiatt a szezon nagy részében versenyképtelen volt. Szvoboda Bence térde is megsérült, ám ő tudta folytatni az évet, de a nemzetközi sikerekről kénytelen volt lemondani ezáltal. Hugyecz Erik távolmaradásával Varga Mimó vette át a hatalmat a hazai MX2-es sorozaton. Megnyerte a felnőttek és a juniorok bajnoki címét is, Szvoboda Bence pedig újra az MX1-es kategória királya lett. Kovács Ádám Zsolt nemzetközi terepen alkotott maradandót: Csehország motokrosszbajnokságát nyerte meg a 85 köbcentis kategóriában, majd az év lezárásaként Supercross Európa-bajnok lett, szintén a 85 köbcentisek között. A FIM Motocross of Nations-ön (csapat-világbajnokság) újra indult a magyar válogatott, amiben két HTS-es versenyző is szerepet kapott: Szvoboda Bence, illetve a térdsérüléséből felépülő Hugyecz Erik. A válogatott harmadik embere Szőke Márk volt. Az A-döntőbe, vagyis a legjobb húsz nemzet közé kerülés megint nem sikerült, a C-döntő megnyerésével a magyar csapat a 27. helyen fejezte be a csapat-világbajnokságot.

### 2017
A 2017-es évben Jakob Kristóf érkezése jelentette az újdonságot a HTS Team életében, miközben Szvoboda Bence, Hugyecz Erik, Varga Imre 'Mimó', Kiss Márk, Kerese Gábor és Kovács Ádám Zsolt továbbra is élvezte a csapatvezetés bizalmát. A téli felkészülési időszak egyik legnagyobb szenzációját Kovács Ádám Zsolt gyári yamahás szerződése jelentette, ami a magyar motokrosszsport egyik legnagyobb sportszakmai sikerének tekinthető. A szerződés értelmében a 14 éves ifjú magyar tehetség a 85 köbcentis kategóriában még a HTS Team színeiben, de már a Yamaha teljes támogatását élvezve versenyezhetett tovább, majd a 125 köbcentisek közé fellépve kellett csatlakoznia a japán gyártó közvetlen támogatását élvező külföldi csapathoz. Kovács záró éve nem sikerült felhőtlenül a HTS színeiben: az ADAC német sorozatot a dobogón kezdte, de a szezont befejezni nem tudta; az Európa-bajnoki döntőt egy sajnálatos haláleset miatt törölték a szervezők; a világbajnoki döntőben technikai hibával küzdve a 9. helyen zárt. A csapat nemzetközi sikereit Szvoboda Bence és Jakob Kristóf gyarapította: Szvoboda az MX2-esek cseh bajnoki címét nyerte meg, Jakob az osztrák 85 köbcentis bajnokságban végzett a második helyen. Magyarországon újra a HTS-es versenyzők uralták az élsport kategóriákat: Hugyecz Erik az MX Open kategóriában végzett az élen, Varga Imre megvédte bajnoki címét az MX2-esek között, míg Kiss Márk a Junior MX2-esek legjobbja lett. Kerese Gábor az MXmánia Kupasorozat MX1-es kategóriája második helyén zárta a szezont. A csapatbajnoki vándorserleg egy év kihagyás után újra visszakerült a peresztegi alakulathoz a Hugyecz Erik, Varga Imre, Szvoboda Bence összeállítású triónak köszönhetően, míg a második számú HTS-es csapat (Kerese, Jakob, Kiss) bronzéremmel zárta a Tápióbicskén megrendezett patinás csapatversenyt.

### 2018
2018-ra Kovács Ádám Zsolt gyári szerződése értelmében csapatot váltott, és a 125 köbcentis kategóriát már hivatalos Yamaha csapatban kezdte meg. Más változás nem történt a versenyzői állományban: Szvoboda Bence, Varga Imre, Jakob Kristóf, Hugyecz Erik, Kiss Márk és Kerese Gábor alkotta a HTS Team-et ebben a szezonban. Nehéz, sérülésekkel teli év volt ez a csapat számára. Nem sokkal az első verseny előtt elvesztették MX2-es bajnokukat, Varga Imrét, aki motoros edzés közben súlyos csípőficamot szenvedett el Archiválva 2018. november 9-i dátummal a Wayback Machine-ben. A rehabilitáció hosszú hónapokat vett igénybe, augusztus végén kezdhette el újra az edzéseket. Szvoboda Bence nem sokkal a szezon rajtja után, egy németországi versenyen törte el a csuklóját, így április végére két húzóemberük kidőlt a sorból. Gyógyulásuk ideje alatt Hugyecz Erik vitte a hátán a csapatot: a Kiskunlacházán megrendezett Európa-bajnoki futamon a második helyen zárt a nógrádi motoros, a magyar bajnokságban egymás után nyerte a versenyeket, és nagy fölénnyel lett az MX2-es kategória magyar bajnoka. Jakob Kristóf nemzetközi viadalokon brillírozott, az ADAC MX Masters 125 köbcentis kategóriájában többször végzett a legjobb tízben, továbbá a magyar MX2-es bajnokság első osztályában is megvillantotta tehetségét Tápióbicskén, mikor 15 évesen életében először felállhatott a kategória dobogójára: Hugyecz mögött második a helyen végzett. Az év Jakob számára sem múlt el sérülés nélkül, az ADAC MX Masters záróversenyén kulcscsonttörést szenvedett, ami miatt a magyar bajnokság fináléját kihagyni kényszerült. Kiss Márk a Magyar Kupában halmozta a győzelmeket: egy verseny kivételével – amin egy külföldi versennyel való ütközés miatt nem indult – mindegyik fordulót megnyerte, így nagy fölénnyel gyűjtötte be az MX2-es kategória kupagyőztese címet. Szvoboda két hónapos kényszerpihenője után csúcsformában tért vissza: megnyerte az ADAC MX Masters möggersi versenyét Archiválva 2018. november 9-i dátummal a Wayback Machine-ben Németh Kornél után második magyarként a sportág történetében, ami hazai székhelyű csapat számára az első diadal volt a sorozat 14 éves fennállása alatt. Ezután a győzelem után még Ausztriában, Csehországban, Szlovákiában és Magyarországon is felállhatott Szvoboda a dobogó legmagasabb fokára. Az évet a csapatbajnoki elsőség megvédésével zárta a HTS Team. Erre a viadalra már Varga is felépült súlyos sérüléséből Archiválva 2018. november 9-i dátummal a Wayback Machine-ben. A Hugyecz-Varga-Szvoboda összeállítású trió hatodszorra nyerte meg a peresztegi istállónak a patinás csapatversenyt, amivel a második legeredményesebb motokrossz klub lett Magyarországon. A HTS II-es számú csapata Kerese Gáborral, Kiss Márkkal és Wimmer Sándorral újra a harmadik helyen zárta a csapatversenyt.

## Eredmények
| 2018 | Élsport MX2 magyar bajnok (Hugyecz Erik) Élsport magyar csapatbajnok (Varga Imre, Hugyecz Erik, Szvoboda Bence) |
| 2017 | Élsport MX Open magyar bajnok (Hugyecz Erik) Élsport MX2 magyar bajnok (Varga Imre) Junior MX2 magyar bajnok (Kiss Márk) Élsport magyar csapatbajnok (Hugyecz Erik, Varga Imre, Szvoboda Bence) |
| 2016 | Szuperkrossz Európa-bajnok 85cc (Kovács Ádám Zsolt) Cseh motokrossz bajnok 85cc (Kovács Ádám Zsolt) Élsport MX1 magyar bajnok (Szvoboda Bence) Élsport MX2 magyar bajnok (Varga Imre) Junior MX2 magyar bajnok (Varga Imre)                                                                                     |
| 2015 | Élsport MX1 magyar bajnok (Szvoboda Bence) Élsport magyar csapatbajnok (Németh, Szvoboda, Déczi) Junior MX2 magyar bajnok (Varga Imre) 85ccm magyar bajnok (Kiss Márk) 85ccm Nyugat Kupa győztes (Kiss Márk) Cross Country német bajnok (Németh Kornél)                                                         |
| 2014 | Élsport MX1 magyar bajnok (Németh Kornél) Élsport magyar csapatbajnok (Németh, Szvoboda, Déczi) Junior MX2 magyar bajnok (Varga Imre) 85ccm magyar bajnok (Kiss Márk) Cross Country német bajnok (Németh Kornél)                                                                                                |
| 2013 | Élsport MX1 magyar bajnok (Németh Kornél) Élsport MX2 magyar bajnok (Szvoboda Bence) Élsport magyar csapatbajnok (Németh, Szőke, Déczi) MX1 Nyugat Kupa győztes (Kerese Gábor) MX2 Nyugat Kupa győztes (Ragats Roland) Cross Country német bajnok (Németh Kornél) Az Év Magyar Motorversenyzője (Németh Kornél) |
| 2012 | Élsport MX1 magyar bajnok (Szőke Márk) Élsport MX2 magyar bajnok (Szvoboda Bence) Élsport magyar csapatbajnok (Szvoboda, Szőke, Déczi, Varga) MX1 Nyugat Kupa győztes (Kerese Gábor) 85ccm Nyugat Kupa győztes (Varga Imre) Az Év Újonca – SuperEnduro világbajnokság (Németh Kornél)                           |